# Monocerus

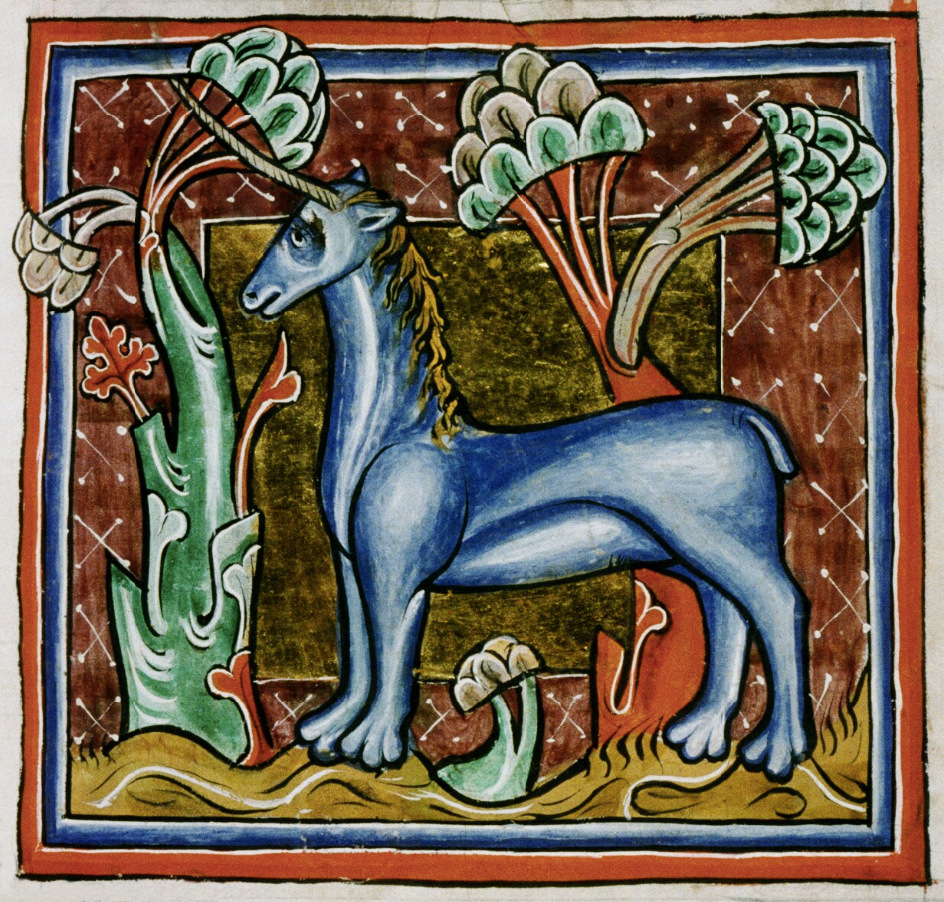
Monoceros en el bestiario MS. Bodl. 764, folio 22r (Inglaterra, c. 1225-1250).

El monocerus es una criatura legendaria con un solo cuerno, normalmente de gran tamaño y puntiagudo. Existen variaciones con el nombre, también es conocido como carcazonon, karkadann y monocerotem. Probablemente se basa en el rinoceronte africano o indio.

## Mitología
Su nombre deriva del griego mονόκερος, una palabra compuesta por μόνος (monos), que significa «un», y κέρας (keras), que significa «cuerno». Fue Megástenes (aprox. 350-290 a. C.), embajador en la corte del emperador indio Chandragupta, quien recogió las primeras informaciones del animal en su obra Índica, hoy perdida. El geógrafo Estrabón se refirió a él en su obra Geografía:

Es más, Megástenes sostiene que la mayoría de los animales que son domésticos entre nosotros, en aquellas regiones son salvajes. Y habla de caballos con un cuerno y cabeza de ciervo […].

Estrabón, Geografía, libro XV, cap. 1, núm. 56.

En su Historia natural, el erudito romano Plinio el Viejo describió al monoceros como una fiera salvaje imposible de capturar viva y de grave múgido, con cuerpo de caballo, cabeza de ciervo, pies de elefante y cola de jabalí, provista de un solo cuerno negro de dos codos de longitud en el centro de su frente. Asimismo, lo distinguió cuidadosamente de otros animales unicornios, como el rinoceronte, el «asno indio» o el antílope unicornio mencionado por Aristóteles.
Desde entonces, el monoceros terminó por asociarse frecuentemente con el unicornio. El origen de esta fusión se puede rastrear desde las versiones más antiguas de El Fisiólogo, donde se habla del «animal que en griego se llama monoceronte, y en latín unicornio». En el mismo sentido exponía Isidoro de Sevilla, en sus Etimologías (siglo VII), que la palabra monoceros era el término griego equivalente a su traducción latina unicornis, en ambos casos un animal armado en medio de la frente con un solo cuerno de cuatro pies de longitud. Y si varios autores medievales como Alberto Magno, Bartolomeo Ánglico o Vicente de Beauvais, entre otros, defendieron que el monoceronte y el unicornio eran especies distintas, esto no impedirá que en el siglo XVII Catelan Laurent se refiera al monoceros como el unicornio propiamente dicho o auténtico.